# Sarnano
Sarnano é uma comuna italiana da região dos Marche, província de Macerata, com cerca de 3.380 habitantes. Estende-se por uma área de 62 km², tendo uma densidade populacional de 55 hab/km². Faz fronteira com Acquacanina, Amandola (FM), Bolognola, Fiastra, Gualdo, Montefortino (FM), San Ginesio.
Faz parte da rede das Aldeias mais bonitas de Itália.

## Demografia
| Variação demográfica do município entre 1861 e 2011                               |
|                                                                                   |
| Fonte: Istituto Nazionale di Statistica (ISTAT) - Elaboração gráfica da Wikipedia |